# Vino novello
Un vino novello (in francese: vin primeur o nouveau) è un vino ottenuto tramite la tecnica della macerazione carbonica e venduto nello stesso anno della vendemmia da cui proviene.
Un esempio di vino novello è il francese Beaujolais nouveau.

## Caratteristiche
Il vino novello è caratterizzato da sentori fruttati, da morbidezza ed armonia di gusto. Normalmente si ottengono vini con livelli tannici molto bassi, subito pronti da bere, privi della struttura necessaria per l'invecchiamento. È quindi un errore confondere il vino nuovo con il vino novello: essi sono prodotti distinti, perché ottenuti con tecniche di vinificazione diverse.

## Nel mondo

### In Francia
Il metodo tradizionale di produzione in Francia prevede che tutto il vino contenuto in una bottiglia di Beaujolais nouveau sia prodotto con il metodo sopra descritto, utilizzando esclusivamente uve Gamay.
Il vino può essere immesso nella rete commerciale dal terzo giovedì di novembre.

### In Italia
La dicitura "vino novello" è normata in Italia dal D.M. 6 ottobre 1989, modificato in seguito dal D.M. 13 agosto 2012. La normativa italiana richiede, affinché il vino ottenuto possa definirsi novello, che il processo di vinificazione carbonica riguardi il 40% delle uve, mentre il restante 60%  può essere trattato con tecniche di vinificazione classiche. L'ampia discrezionalità concessa ai produttori rende possibile trovare in commercio novelli con una percentuale di vino ottenuto da macerazione carbonica molto variabile, dal 40 al 100%. Tra l'Italia e la Francia ci sono, inoltre, altre tre differenze rilevanti:
- i vitigni utilizzati per questa tecnica sono in Italia 60, dei quali 7 cosiddetti internazionali;
- il periodo di immissione in commercio in Italia è a partire dalle 00.01 del 30 ottobre dell'annata di produzione delle uve utilizzate, fino al 31 dicembre [2].
- la gradazione alcolica minima deve essere dell'11% in volume.